# Mała Skałka (Bębło)

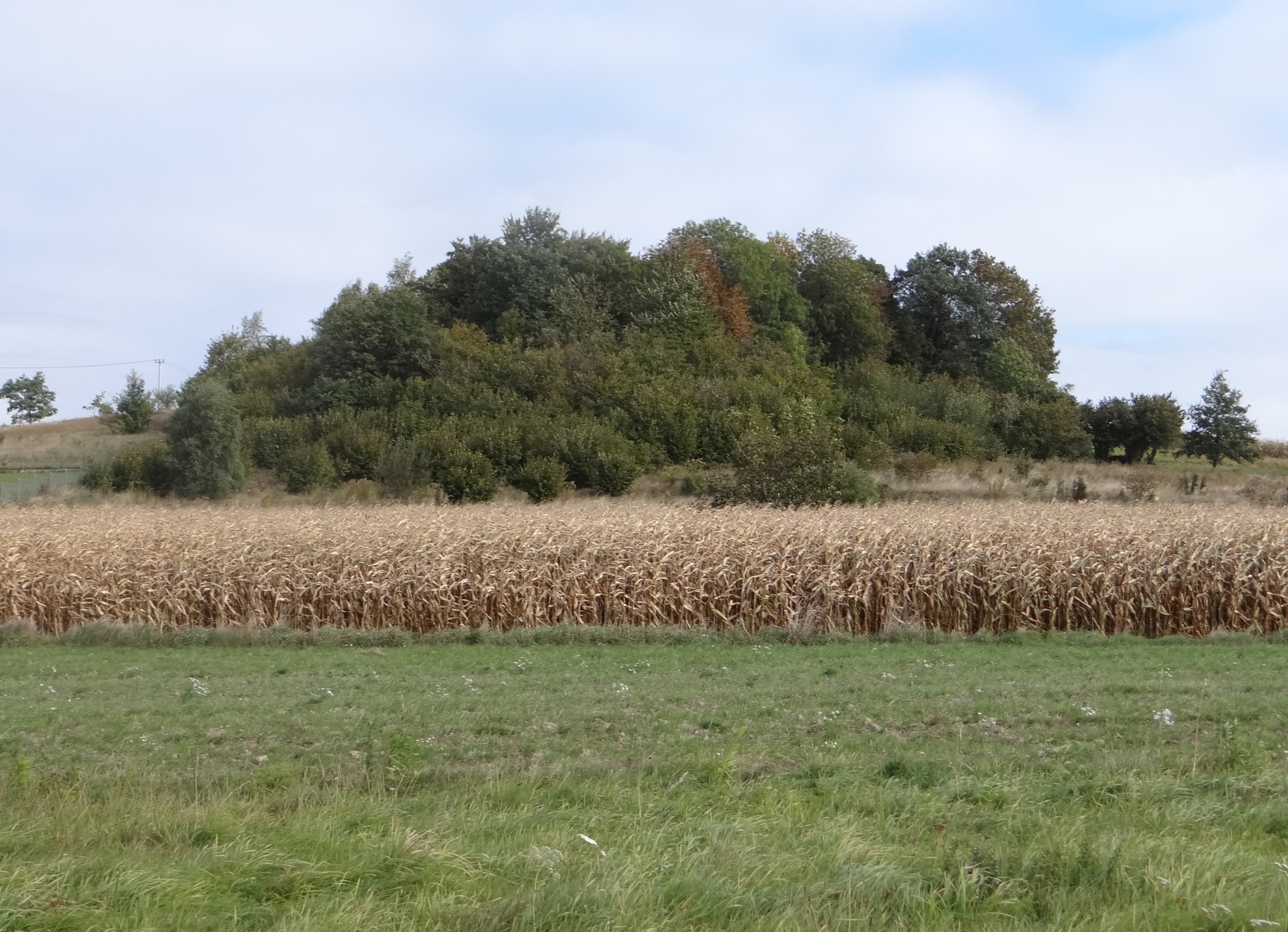

Mała Skałka (475 m) – skalisty pagór w miejscowości Bębło na Wyżynie Olkuskiej. Znajduje się w odległości około 530 m na południowy zachód od drogi krajowej nr 94. Wznosi się wśród pól uprawnych na wysokość względną około 15 m. Jest całkowicie porośnięty lasem, w którym znajduje się kilka niewielkich wapiennych skał.

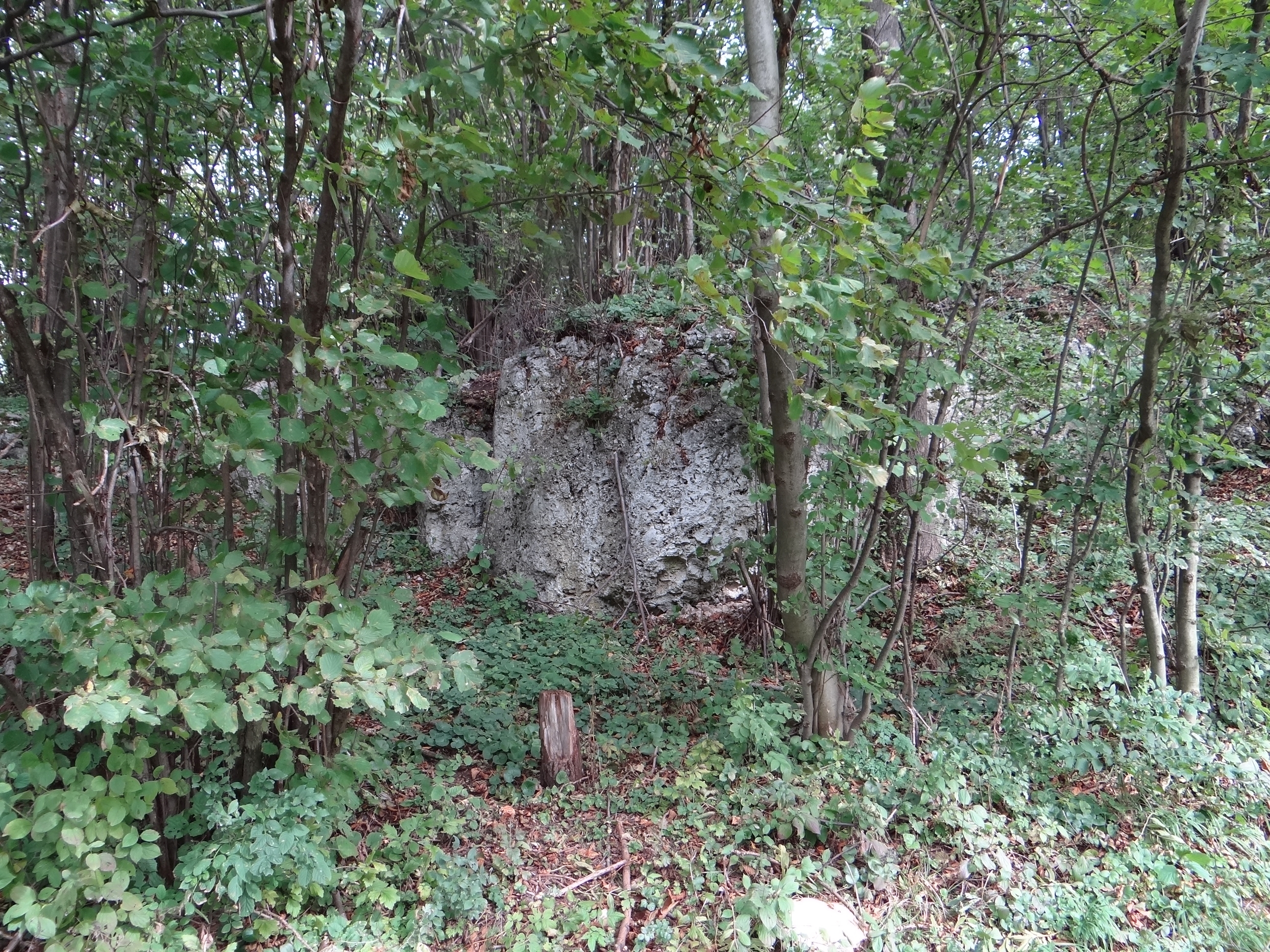
Skałki